# Патенко, Игорь Геннадьевич
И́горь Генна́дьевич Пате́нко (род. 25 мая 1969 года) — советский велогонщик. Заслуженный мастер спорта СССР (1990).

## Карьера
Чемпион мира 1990 года по командным шоссейным велогонкам. Участник Олимпиады 1992.
Закончил Белорусский государственный университет физической культуры. В настоящее время работает с белорусской сборной по велоспорту.